# František Studený
František Studený (2. července 1911 Nová Ves nad Žitavou – 22. prosince 1980 Bratislava) byl slovenský malíř, grafik a pedagog.
Studoval na Českém vysokém učení technickém v Praze 1932–1938 u Oldřicha Blažíčka a Cyrila Boudy, v letech 1933–1940 potom studoval na přírodovědecké fakultě Univerzity Karlovy. Po absolutoriu učil na gymnáziích v Tisovci a v Bratislavě (do roku 1950). Účastnil se Slovenského národního povstání. Poté působil jako volný malíř.
Ve svém projevu zachycoval realistickou krajinu, často podávanou v barevně variujících sériích. Zejména v posledních letech druhé světové války se věnoval figurální tvorbě, kde převažuje výrazné sociální cítění, motivy protiválečné, ale též z těžkého života dělníků.

## Ocenění
- 1962 – vyznamenání Za zásluhy o výstavbu
- 1964 – Medaile SNP,
- 1970 – pamětní medaile prezídia ZSVU za zásluhy a rozvoj slovenského výtvarného umění
- 1971 – zasloužilý umělec
- 1978 – národní umělec